# Хмельницький обласний український музично-драматичний театр імені Михайла Старицького

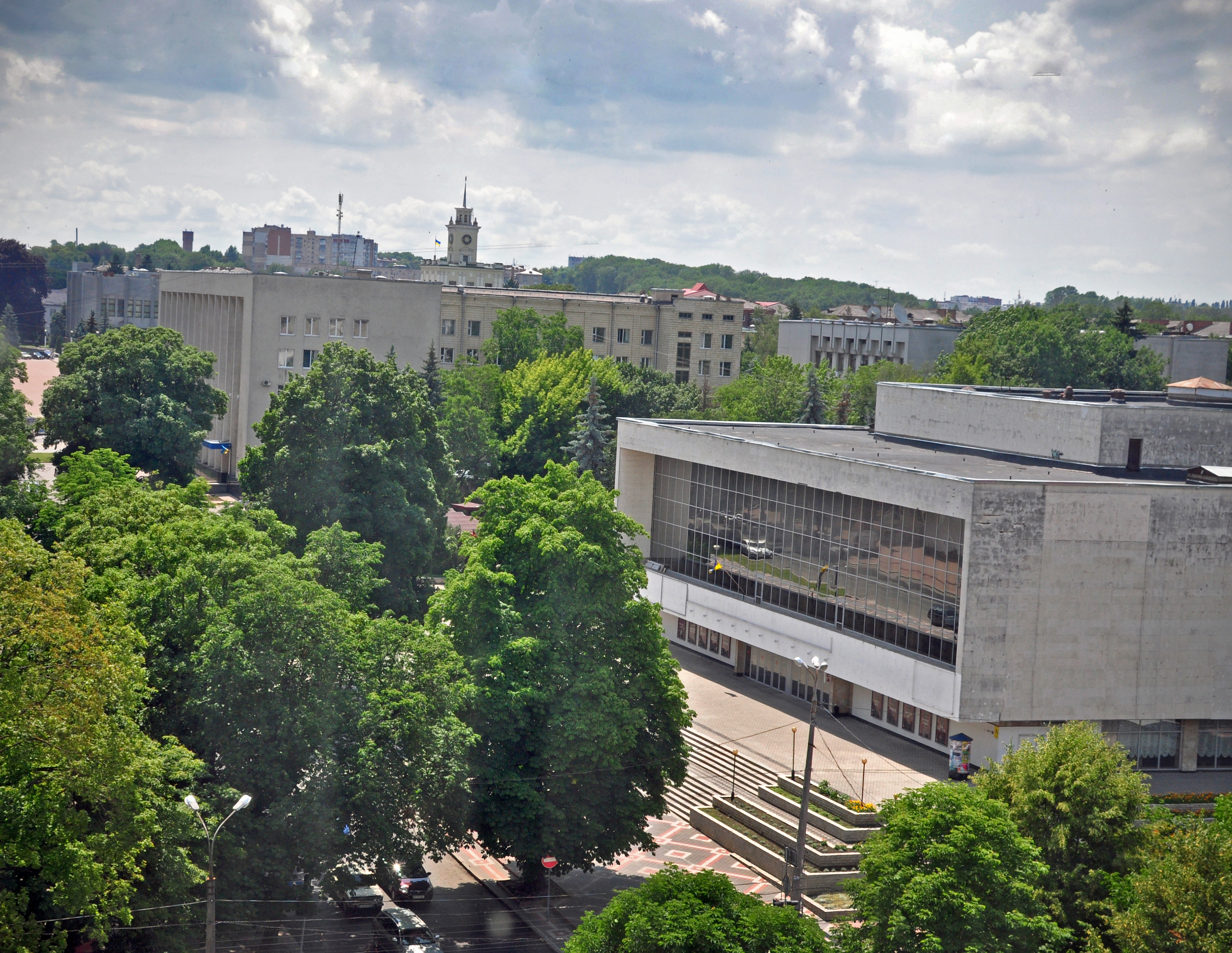
Хмельницький обласний академічний музично-драматичний театр ім. Михайла Старицького

Театр ім. М. Старицького

Хмельницький обласний академічний музично-драматичний театр ім. Михайла Старицького — обласний музично-драматичний театр у місті Хмельницький.

## Історія театру
Театр у Хмельницькому бере початок від створеного 1931 року в Новочеркаську Крайового українського державного драматичного театру, який обслуговував українців Краснодарського краю та Північного Кавказу. Його фундаторами стала група ентузіастів: перший директор С. Чернявський, головний режисер Г. Самарський, завідувач музичної частини А. Волковинський, диригент А. Нікітін, перші хореографи В. Шеметова та М. Скоробагатов.
До театральної трупи входили Є. Чернявська, Н. Чернявська (Колесникова), Ф. і Є. Гловацькі, І. і Л. Стрельникови, М. Образенко, М. Рутковський, Г. Нікітіна, а також художник М. Титов, артисти балету В. Титов, Н. Таліна, М. Аванесов та інші. Вже перші вистави — «Овеча криниця» Лопе де Вега, «Запорожець за Дунаєм» Семена Гулака-Артемовського, «Наталка-Полтавка» Івана Котляревського, «Маруся-Богуславка» Михайла Старицького, «Доки сонце зійде, роса очі виїсть» Марка Кропивницького засвідчили орієнтацію театру на високохудожню драматургію.
У середині 1933 року театр з основним складом перевели в Україну — у Вінницю. Він став Вінницьким пересувним робітничо-колгоспним театром. Артисти багато гастролювали в Київській, Житомирській і Вінницькій областях. 1935 року відбулися перші гастролі театру в Києві, а в лютому того ж року йому надали статус обласного. Шефство над молодим колективом узяв Київський академічний український драматичний театр імені Івана Франка (нині Національний академічний драматичний театр імені Івана Франка). Відчутну творчу допомогу колективу надавали народні артисти СРСР Гнат Юра, Амвросій Бучма, Юрій Шумський, Іван Паторжинський, Марія Литвиненко-Вольгемут, Олександр Крамов. Вони брали участь у постановках, грали у виставах, виступали з лекціями.
1938 року театр перевели до Кам'янця-Подільського — адміністративного центру створеної 22 вересня 1937 року Кам'янець-Подільської області (перейменованої 1954 року на Хмельницьку). Сталося це так: 19 травня 1938 року Рада Народних Комісарів УРСР видала постанову «Про розподіл театрів між новоутвореними областями УРСР», в якій, у зв'язку з організацією в Україні чотирьох нових областей (Житомирської, Полтавської, Миколаївської та Кам'янець-Подільської), передбачалося, зокрема, вилучити з Вінницької області Український драматичний театр імені Петровського та зробити його обласним стаціонарним театром у Кам'янці-Подільському. Передачу театрів мали закінчити до 20 травня 1938 року (тобто, на другий день після видачі постанови).
У роки німецько-радянської війни театр виступав у військових частинах Північного та Далекосхідного фронтів.
1944 року, після визволення України від німецько-фашистських загарбників, мистецький колектив повернувся в Кам'янець-Подільську область. 25 листопада обласна газета повідомила, що виставою «Украдене щастя» Івана Франка він розпочав у Проскурові — новому обласному центрі, театральний сезон 1944—1945 років.
У 1952—1959 роках головним режисером був учень Леся Курбаса Микола Станіславський.
Довгі роки театр діяв під шефством Київського театру імені Івана Франка, який допомагав йому режисерами і акторами. Серед них Гнат Юра, Костянтин Кошевський, Амвросій Бучма, Юрій Шумський.
У репертуарі спочатку переважала українська класика, з 1940-х років поряд із нею з'явилися п'єси російських і радянських, а з 1950-х років і західних драматургів — Карло Ґольдоні, Бертольта Брехта, Федеріко Гарсія Лорки, Вільяма Шекспіра.
Рішенням ХХ сесії Хмельницької обласної ради від 25 березня 2009 року Хмельницькому обласному музично-драматичному театру присвоєно ім'я видатного українського письменника та драматурга Михайла Старицького, творчість якого тісно пов'язана з Поділлям, зокрема він писав про нього, відтворивши історичні події національно-визвольної боротьби у п'єсі «Оборона Буші» (дотепер ім'я основоположника українського театру не було присвоєне жодному театрові України).